# Conferenza europea educazione democratica
La Conferenza europea educazione democratica (EUDEC, in inglese  European  Democratic Education Community) è una conferenza biennale della Comunità europea per l'educazione democratica, una rete europea di persone coinvolte nella formazione democratica.
La prima conferenza si è tenuta a Lipsia, in Germania, dal 25 luglio al 3 agosto 2008. L'organizzazione della conferenza del 2008 fu in gran parte indipendente della comunità EUDEC, in quanto quest'ultima è stata fondata nel febbraio 2008, dopo oltre un anno di preparazione. A seguito della prima conferenza, le date, i luoghi e il contenuto delle conferenze sono stati determinati dalla comunità, che ha selezionato un gruppo del Regno Unito ad ospitare la conferenza del 2010.
Entrambe la Conferenza e la Comunità sono nate dalla necessità tra i sostenitori dell'Educazione democratica di sviluppare una più profonda messa in rete e coordinamento a livello europeo. La posizione della conferenza in Europa rende relativamente facile per le persone in Europa a partecipare, perché l'annuale Conferenza internazionale per l'educazione democratica, in inglese International Democratic Education Conference si svolge in diverse località in tutto il mondo e le spese di viaggio dall'Europa sono spesso proibitive.

## Storia
La Conferenza europea educazione democratica è stata organizzata per la prima volta nel 1993 e si è svolta in tutti gli anni successivi ad eccezione del 2001 (vedi note). La durata delle conferenze è variata tra due giorni per il primo evento e 15 giorni nel 1997. Lo scopo di ogni conferenza è deciso dalla scuola che la organizza.
| Dettagli sulla Conferenza europea educazione democratica | Dettagli sulla Conferenza europea educazione democratica                                                                                            | Dettagli sulla Conferenza europea educazione democratica | Dettagli sulla Conferenza europea educazione democratica | Dettagli sulla Conferenza europea educazione democratica | Dettagli sulla Conferenza europea educazione democratica |
| Anno                                                     | Scuola ospitante | Localizzazione                                           | Paesi partecipanti |                                                          |                                                          |
| -------------------------------------------------------- | --- | -------------------------------------------------------- | --- | -------------------------------------------------------- | -------------------------------------------------------- |
| 1993                                                     | The Democratic School of Hadera | Israele                                                  | Austria, Israele, UK, USA |                                                          |                                                          |
| 1994                                                     | Sands School | Regno Unito                                              | Austria, Israele, UK |                                                          |                                                          |
| 1995                                                     | The WUK | Vienna                                                   | Austria, Germania, Israele, Norvegia, UK, Ungheria, USA |                                                          |                                                          |
| 1996                                                     | The Democratic School of Hadera | Israele                                                  | Australia, Austria, Canada, Danimarca, Francia, Germania, Israele, Palestina, Ucraina, UK, Ungheria, USA |                                                          |                                                          |
| 1997                                                     | Sands School | Regno Unito                                              | Austria, Francia, Germania, Giappone, Israele, Nuova Zelanda, Palestina, Turchia, Ucraina, UK, USA |                                                          |                                                          |
| 1998                                                     | The Stork Family School | Vinnycja                                                 | Germania, Giappone, Israele, Nuova Zelanda, Polonia, Russia, UK, Ucraina, USA |                                                          |                                                          |
| 1999                                                     | Summerhill School | Leiston, Suffolk, UK                                     | Austria, Belgio, Canada, Francia, Germania, Giappone, Grecia, Israele, Nuova Zelanda, Olanda, Palestina, UK, USA |                                                          |                                                          |
| 2000                                                     | Tokyo Shure | Giappone                                                 | Australia, Cina, Corea, Filippine, Germania, Giappone, Guatemala, India, Israele, Nuova Zelanda, Palestina, Polonia, Russia, Thailandia, UK, Ucraina, Ungheria, USA                                                                                               |                                                          |                                                          |
| 2001                                                     | Institute of Democratic Education | Israele                                                  | Germania, Israele, Palestina |                                                          |                                                          |
| 2002                                                     | Tamariki School | Christchurch, Nuova Zelanda                              | Australia, Corea, Germania, Giappone, India, Israele, Nepal, UK, USA |                                                          |                                                          |
| 2003                                                     | Albany Free School, Alternative Education Resource Organization                                                                                     | USA                                                      | Australia, Brasile, Canada, Cina, Francia, Germania, Giappone, Guatemala, India, Israele, Nepal, Nuova Zelanda, Olanda, Palestina, Polonia, Russia, Sud Africa, Svizzera, Taiwan, Thailandia, UK, Ucraina, Ungheria, USA                                          |                                                          |                                                          |
| 2004                                                     | SchoolScape | Bhubaneshwar                                             | Australia, Belgio, Brasile, Corea, Croazia, Francia, Germania, Giappone, India, Israele, Nepal, Nuova Zelanda, Sud Africa, Thailandia, UK, Ungheria, USA |                                                          |                                                          |
| 2005                                                     | K.R.A.T.Z.A. | Berlino                                                  | Australia, Austria, Belgio, Brasile, Canada, Corea, Danimarca, Finlandia, Francia, Germania, Giappone, India, Israele, Italia, Lesotho, Nepal, Nuova Zelanda, Olanda, Polonia, Russia, Serbia, Spagna, Svizzera, Thailandia, UK, Ucraina, Ungheria, USA.          |                                                          |                                                          |
| 2006                                                     | Australasian Association for Progressive and Alternative Education (AAPAE)                                                                          | Sydney                                                   | Australia, Burma/Myanmar, Canada, Corea, Germania, Giappone, India, Israele, Nepal, Nuova Zelanda, Spagna, Svizzera, Thailandia, UK, USA |                                                          |                                                          |
| 2007                                                     | Institute for Democratic Education (Politeia), World Education Forum, Mogi das Cruzes                                                               | Brasile                                                  | Brasile, Canada, Francia, Germania, Giappone, Israele, Italia, Messico, Portogallo, Spagna, Ucraina, USA. |                                                          |                                                          |
| 2008                                                     | SANE | Vancouver, Canada                                        | Australia, Brasile, Canada, Corea del Sud, Germania, Giappone, India, Israele, Nuova Zelanda, Palestina, Perù, Russia, Sud Africa, UK, USA |                                                          |                                                          |
| 2009                                                     | People's Solidarity for Alternative Education, Korean Parents's Association for Alternative Education, Seoul Alternative Learning Community Network | Seul                                                     | Canada, Corea, Germania, Giappone, Israele, Taiwan, USA |                                                          |                                                          |
| 2010                                                     | Institute of Democratic Education | Tel Aviv                                                 | Australia, Austria, Brasile, Corea, Germania, Giappone, Israele, Nuova Zelanda, Olanda, Polonia, Porto Rico, Turchia, UK, Ucraina, USA |                                                          |                                                          |
| 2011                                                     | Sands School | Regno Unito                                              | |                                                          |                                                          |
| 2012                                                     | Nuestra Escuela | Porto Rico                                               | TBD |                                                          |                                                          |
| 2013                                                     | The Patchwork School | Colorado, USA                                            | TBD |                                                          |                                                          |
| 2014                                                     | | Gwangmyeong, Corea                                       | TBD |                                                          |                                                          |
| 2015                                                     | Ako-ā-Rongo Trust | Nelson, Nuova Zelanda                                    | TBD |                                                          |                                                          |
| 2016                                                     | | Mikkeli, Finlandia                                       | Australia, Brasile, Corea del Sud, Egitto, Finlandia, Francia, Germania, Giappone, Hong Kong, India, Israele, Lituania, Olanda, Polonia, Porto Rico, Sri Lanka, Svezia, Taiwan, USA, UK.                                                                          |                                                          |                                                          |
| 2017                                                     | Education Cities Organization Institute of Democratic Education                                                                                     | Hadera, Israele                                          | Australia, Austria, Brasile, Bulgaria, Colombia, Corea del Sud, Estonia, Finlandia, Germania, Giappone, Hong Kong, India, Israele, Myanmar, Nuova Zelanda, Nepal, Norvegia, Olanda, Perù, Polonia, Porto Rico, Russia, Spagna, Turchia, Taiwan, Ucraina, USA, UK. |                                                          |                                                          |